# ديك شيرر
ديك شيرر (بالإنجليزية: Dick Shearer)‏ هو عازف جاز أمريكي، ولد في 21 سبتمبر 1940، وتوفي في 20 سبتمبر 1997.